# 高城郡 (江原道)
高城郡（：／）是朝鮮半島江原道的郡，居朝鮮半島中東部東海（日本海）岸。位於軍事分界線最東，現由大韩民国與朝鲜民主主义人民共和国分治。

## 地理

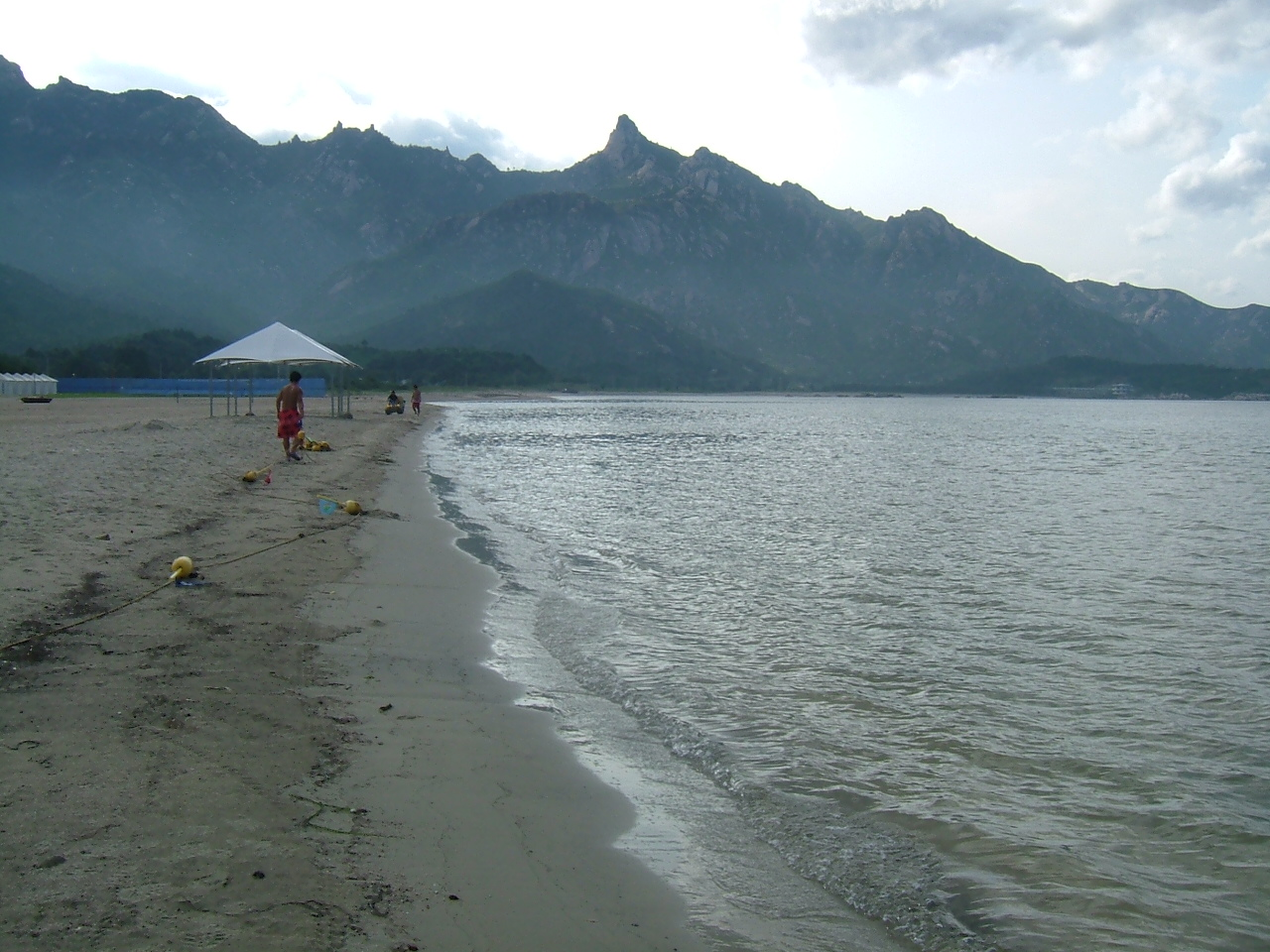
位於北側長箭灣（高城灣）的金剛山海水浴場

高城郡位於東海（日本海）沿岸，郡西由1000公尺以上的太白山脈群山南北相連。北部（朝鮮民主主義人民共和國側）有金剛山（1638公尺），郡內的外金剛、內金剛、海金剛是朝鮮半島屈指的旅遊勝地。南部（大韓民國側）有香爐峰（1296公尺）。
自金剛山向東流的新溪川與自香爐峰向北流的南江合流形成沖積平原，曾經的郡中心高城邑即位於此。郡南部有南江所形成杆城的平原。三日浦（朝鮮民主主義人民共和國側）、花津浦、松浦（以上大韓民國側）等地有潟湖。
週邊大韓民國側的軍事分界線向北突出，成爲大韓民國實際統治區域的最北端。

## 歷史
高城郡所在地是古代濊與高句丽的領域。统一新罗時代屬溟州，在北邊的高城與南邊的杆城（守城）兩郡置地方官，杆城郡在大韓民國統治範圍，高城郡在朝鮮民主主義人民共和國統治範圍。995年，兩郡編入朔方道。1018年，屬東界，爲高城縣、杆城縣。朝鲜王朝時，屬江原道，爲高城郡、杆城郡。1895年陰曆閏五月一日，兩郡屬江陵府。1896年8月4日，兩郡屬再屬江原道。
1914年4月1日，由於府郡面統廢合，高城郡編入杆城郡，下分郡內面、梧垈面、縣內面、竹旺面、土城面、高城面、西面、新北面、水洞面。1919年5月15日，杆城郡易名高城郡，郡內面易名杆城面，竹旺面、土城面劃入襄陽郡。1935年，梧垈面易名巨津面。1937年新北面部份（長箭里、城北里）分出長箭邑。1939年新北面易名外金剛面。1941年10月1日，高城面升格成高城邑。
朝鮮日治時期開發金剛山觀光資源，隨山麓溫井里溫泉開發而建設東海北部線。名列近海「朝鮮三大漁場」，是大規模捕撈沙丁魚的場所。有天然良港長箭灣的長箭在19世紀應俄羅斯捕鯨業者進出之需成爲捕鯨基地，同時日本人漁民移住於此。之後長箭作爲水產業、水產加工業的據點與金剛山觀光的據點發展，在郡內最早升格成邑。
第二次世界大战日本投降後，位於38度線以北的高城郡全域由蘇聯民政廳控制。朝鲜战争後水洞面部份、高城邑大部份、長箭邑、外金剛面、西面仍由朝鮮民主主義人民共和國控制，以南轉由大韓民國控制。